# Pedicularis inaequilobata
Pedicularis inaequilobata är en snyltrotsväxtart som beskrevs av Tsoong. Pedicularis inaequilobata ingår i släktet spiror, och familjen snyltrotsväxter. Inga underarter finns listade i Catalogue of Life.